# Team3M/2013
Deze pagina geeft een overzicht weer van de Team3M-wielerploeg in 2013.

## Algemeen
- Hoofdsponsor: 3M
- Algemeen manager: Bernard Moerman
- Ploegleiders: Frank Boeckx, David Philips
- Fietsen: Cannondale

## Renners
| Naam                 | Geboortedatum    | Nationaliteit    | Punten | Ploeg 2012 |
| -------------------- | ---------------- | ---------------- | ------ | ---------- |
| Marius Bernatonis    | 1 mei 1984       | Litouwen         | 44     |            |
| Gertjan De Vos       | 7 augustus 1993  | België           | 0      |            |
| Joop De Gans         | 12 april 1984    | Nederland        | 0      |            |
| Tom Goovaerts        | 3 juli 1988      | België           | 0      |            |
| Kess Heytens         | 19 augustus 1986 | België           | 0      |            |
| Jimmy Janssens       | 30 mei 1989      | België           | 65     |            |
| Sibrecht Pieters     | 15 juli 1988     | België           | 47     |            |
| Alister Ratcliff     | 6 april 1988     | Verenigde Staten | 5      |            |
| Lewis Rigaux         | 8 augustus 1990  | België           | 0      |            |
| Jens Schuermans      | 13 februari 1993 | België           | 0      |            |
| Joren Segers         | 12 november 1991 | België           | 0      |            |
| Timothy Stevens      | 26 maart 1989    | België           | 17     |            |
| Mike Terpstra        | 24 april 1987    | Nederland        | 37     |            |
| Stef Van Zummeren    | 20 december 1991 | België           | 10     |            |
| Timothy Vangeel      | 26 augustus 1986 | België           | 12     |            |
| Thomas Vanhaecke     | 16 juni 1989     | België           | 8      |            |
| Frederik Verkinderen | 7 april 1988     | België           | 2      |            |
| Jens Vandenbogaerde  | 1 juni 1992      | België           | 7      |            |
| Tim Vanspeybroeck    | 8 maart 1991     | België           | 16     |            |
| Emiel Vermeulen      | 16 februari 1993 | België           | 16     |            |
| Michael Vingerling   | 28 juni 1990     | Nederland        | 69     |            |
| Wouter Wippert       | 14 augustus 1990 | Nederland        | 486    |            |

2013 · 2014 · 2015 · 2016